# Рауль Родріго Лара
Рауль Родріго Лара (ісп. Raúl Rodrigo Lara Tovar, нар. 28 лютого 1973, Мехіко) — мексиканський футболіст, півзахисник.

## Клубна кар'єра
У дорослому футболі дебютував 1990 року виступами за команду клубу «Америка», в якій провів дванадцять сезонів, взявши участь у 321 матчі чемпіонату. Більшість часу, проведеного у складі «Америки», був основним гравцем команди.
Протягом 2003 року захищав кольори клубу «Сан-Луїс».
Завершив професійну ігрову кар'єру у команді «Пуебла», за команду якого виступав у сезоні 2003/04.

## Виступи за збірну
У складі олімпійської збірної Мексики брав участь на Олімпіаді в Атланті.
1996 року дебютував в офіційних матчах у складі національної збірної Мексики. Протягом кар'єри у національній команді, яка тривала 5 років, провів у формі головної команди країни 39 матчів.
У складі збірної був учасником чемпіонату світу 1998 року у Франції.
Двічі вигравав бронзові нагороди на турнірах кубка Америки 1997: 1997 року у Болівії та 1999 року у Прагваї.
Брав участь у розіграшу кубка конфедерацій 1997 року у Саудівській Аравії.
Двічі грав на розіграшах Золотого кубка КОНКАКАФ, у 1996 та1998 роках, які проходили у США. На цих турнірах мексиканська збірна двічі здобула титул континентального чемпіона.

## Титули і досягнення
- Срібний призер Панамериканських ігор: 1995
- Володар Золотого кубка КОНКАКАФ: 1996, 1998
- Бронзовий призер Кубка Америки: 1997, 1999